# Litsea machilifolia
Litsea machilifolia Gamble – gatunek rośliny z rodziny wawrzynowatych (Lauraceae Juss.). Występuje naturalnie w Tajlandii, Malezji oraz Indonezji. 

## Morfologia
PokrójZimozielone drzewo dorastające do 30 m wysokości. Pień może mieć do 72 cm średnicy. Kora ma brązowoczerwonawą barwę.
LiścieMają podłużny lub lancetowaty kształt. Mierzą 6–11 cm długości oraz 2,5–4,5 cm szerokości. Są skórzaste. Nasada liścia jest klinowa. Blaszka liściowa jest o spiczastym wierzchołku. Ogonek liściowy jest nagi i dorasta do 10–15 mm długości.
KwiatySą niepozorne, jednopłciowe, zebrane w grona, rozwijają się w kątach pędów lub na ich szczytach. Kwiatostany mierzą 7–9 cm długości.
OwoceMają kulisty kształt, osiągają 20 mm średnicy, mają zieloną barwę.

## Biologia i ekologia
Roślina jednopienna. Rośnie w lasach z przewagą dwuskrzydli (Dipterocarpus) oraz w typie lasów Sundaland heath forests. Występuje na wysokości do 300 m n.p.m., a według innych źródeł do 1500 m n.p.m. Preferuje gleby piaszczyste, ale czasami rośnie także na wapiennym podłożu. 

## Zastosowanie
Lokalnie owoce tego gatunku używane jako perfum. Drewno czasami stosuje się jako surowiec drzewny.